# ارين ميلر (أستاذ جامعي)
ارين ميلر (بالإنجليزية: Warren Miller)‏ هو عالم سياسة أمريكي، ولد في 26 مارس 1924 في هاواردين في الولايات المتحدة، وتوفي في 30 يناير 1999 في سكوتسديل في الولايات المتحدة.